# Himantolophus multifurcatus
Himantolophus multifurcatus — вид вудильникоподібних риб родини Himantolophidae. Це морський, батипелагічний вид. Поширений на сході Атлантичного океану на глибині 200-365 м. Тіло завдовжки до 12,2 см.